# Жайнак (Цілиноградський район)
Жайна́к (каз. Жайнақ) — село у складі Цілиноградського району Акмолинської області Казахстану. Входить до складу Арайлинського сільського округу.
Населення — 78 осіб (2021; 140 у 2009, 105 у 1999, 80 у 1989).
Національний склад станом на 1989 рік:
- казахи — 48 %;
- росіяни — 32 %.

Станом на 1989 рік село мало статус станційного селища.